# Ушкумей
Ушкумей (каз. Үшкөмей) — село в Кокпектинском районе Абайской области Казахстана. Входит в состав Тассайского сельского округа. Код КАТО — 635065500.

## Население
В 1999 году население села составляло 303 человека (167 мужчин и 136 женщин). По данным переписи 2009 года, в селе проживало 218 человек (111 мужчин и 107 женщин).